# 펜티엄 4
펜티엄 4(Pentium 4)는 인텔이 제조한 데스크톱 컴퓨터, 랩톱 및 보급형 서버용 단일 코어 CPU 시리즈이다. 이 프로세서는 2000년 11월 20일부터 2008년 8월 8일까지 출시되었다. 모든 펜티엄 4 CPU는 P6의 후속작인 넷버스트 마이크로아키텍처를 기반으로 한다.
펜티엄 4 윌라멧 (180 nm)은 SSE2를 도입했고, 프레스캇 (90 nm)은 SSE3와 이후 64비트 기술을 도입했다. 이후 버전에는 하이퍼스레딩 기술 (HTT)이 도입되었다. 64비트를 구현한 최초의 펜티엄 4 브랜드 프로세서는 프레스캇 (90 nm) (2004년 2월)이었지만, 이 기능은 활성화되지 않았다. 인텔은 이후 프레스캇의 "E0" 리비전을 사용하여 64비트 펜티엄 4를 "펜티엄 4, 모델 F"로 OEM 시장에 판매하기 시작했다. E0 리비전은 또한 Intel 64에 eXecute Disable (XD) (인텔의 NX 비트 이름)을 추가한다. 인텔이 메인스트림 데스크톱 프로세서에 Intel 64 (당시 EM64T라는 이름으로)를 공식 출시한 것은 N0 스테핑 프레스캇-2M이었다.
인텔은 또한 넷버스트 마이크로아키텍처를 기반으로 하는 저가형 셀러론 프로세서 버전(종종 셀러론 4로 불림)과 멀티 소켓 서버 및 워크스테이션용으로 고가형 파생 제품인 제온을 판매했다. 2005년에 펜티엄 4는 더욱 발전된 듀얼 코어 브랜드인 펜티엄 D와 펜티엄 익스트림 에디션으로 보완되었으며, 이들 모두는 최상위 라인에서 코어 2 브랜드로 계승되었지만, 생산은 2008년까지 계속되었으며, 펜티엄 4는 펜티엄 듀얼 코어로 대체되었다.
인텔은 2010년 7월 13일 윈도우 2000 및 윈도우 XP 서비스 팩 2에 대한 지원이 종료되면서 펜티엄 4 프로세서를 공식적으로 단종 선언했다.

## 마이크로아키텍처
벤치마크 평가에서 넷버스트 마이크로아키텍처의 장점은 불분명했다. 신중하게 최적화된 애플리케이션 코드에서는 초기 펜티엄 4가 인텔의 가장 빠른 펜티엄 III (당시 1.13 GHz 클럭)보다 예상대로 뛰어났다. 그러나 많은 분기 또는 X87 부동 소수점 명령어를 사용하는 레거시 애플리케이션에서는 펜티엄 4가 이전 모델과 비슷하거나 더 느리게 실행되었다. 주요 단점은 공유 단방향 버스였다. 넷버스트 마이크로아키텍처는 이전 인텔 또는 AMD 마이크로아키텍처보다 더 많은 전력을 소비하고 더 많은 열을 방출했다.
그 결과, 펜티엄 4의 도입은 엇갈린 평가를 받았다: 개발자들은 펜티엄 4를 싫어했는데, 새로운 코드 최적화 규칙을 제시했기 때문이다. 예를 들어, 수학 애플리케이션에서 AMD의 저클럭 애슬론 (당시 가장 빠른 클럭 모델은 1.2 GHz)은 펜티엄 4를 쉽게 능가했으며, 펜티엄 4는 SSE2 지원으로 소프트웨어를 다시 컴파일해야만 따라잡을 수 있었다. 인포월드 매거진의 톰 예거는 이를 "캐시에 완전히 들어맞는 프로그램에 대한 가장 빠른 CPU"라고 불렀다. 컴퓨터에 능숙한 구매자들은 펜티엄 4 PC의 높은 가격, 의문스러운 이점, 그리고 초기에 램버스의 RDRAM으로의 제한 때문에 이를 피했다. 제품 마케팅 측면에서 펜티엄 4가 클럭 주파수(무엇보다도)에만 집중한 것은 마케터의 꿈이었다. 이로 인해 넷버스트 마이크로아키텍처는 펜티엄 4의 수명 동안 다양한 컴퓨팅 웹사이트와 출판물에서 종종 마케텍처로 불렸다. 또한 프로세서의 성능에 대해 부정적인 평가를 내린 평론가들 사이에서는 "넷버스트(NetBust)"라는 용어도 인기를 얻었다.
CPU 성능의 두 가지 고전적인 측정 기준은 IPC (instructions per cycle)와 클럭 속도이다. IPC는 벤치마크 애플리케이션의 명령어 혼합에 따라 달라지기 때문에 정량화하기 어렵지만, 클럭 속도는 단일 절대 숫자를 산출하는 간단한 측정이다. 미숙한 구매자는 단순히 가장 높은 클럭 속도를 가진 프로세서를 최고의 제품으로 간주했으며, 펜티엄 4는 가장 빠른 클럭 속도를 가졌다. AMD의 프로세서는 클럭 속도가 느렸기 때문에 메가헤르츠 신화 캠페인으로 인텔의 마케팅 이점에 대응했다. AMD 제품 마케팅은 기준 기계에 대한 상대적 성능을 기반으로 한 성능 값을 할당하는 "PR-등급" 시스템을 사용했다.

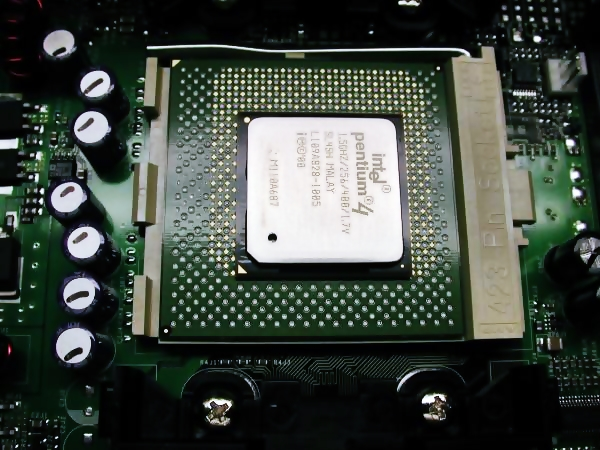
펜티엄 4 윌라멧 1.5 GHz (소켓 423)

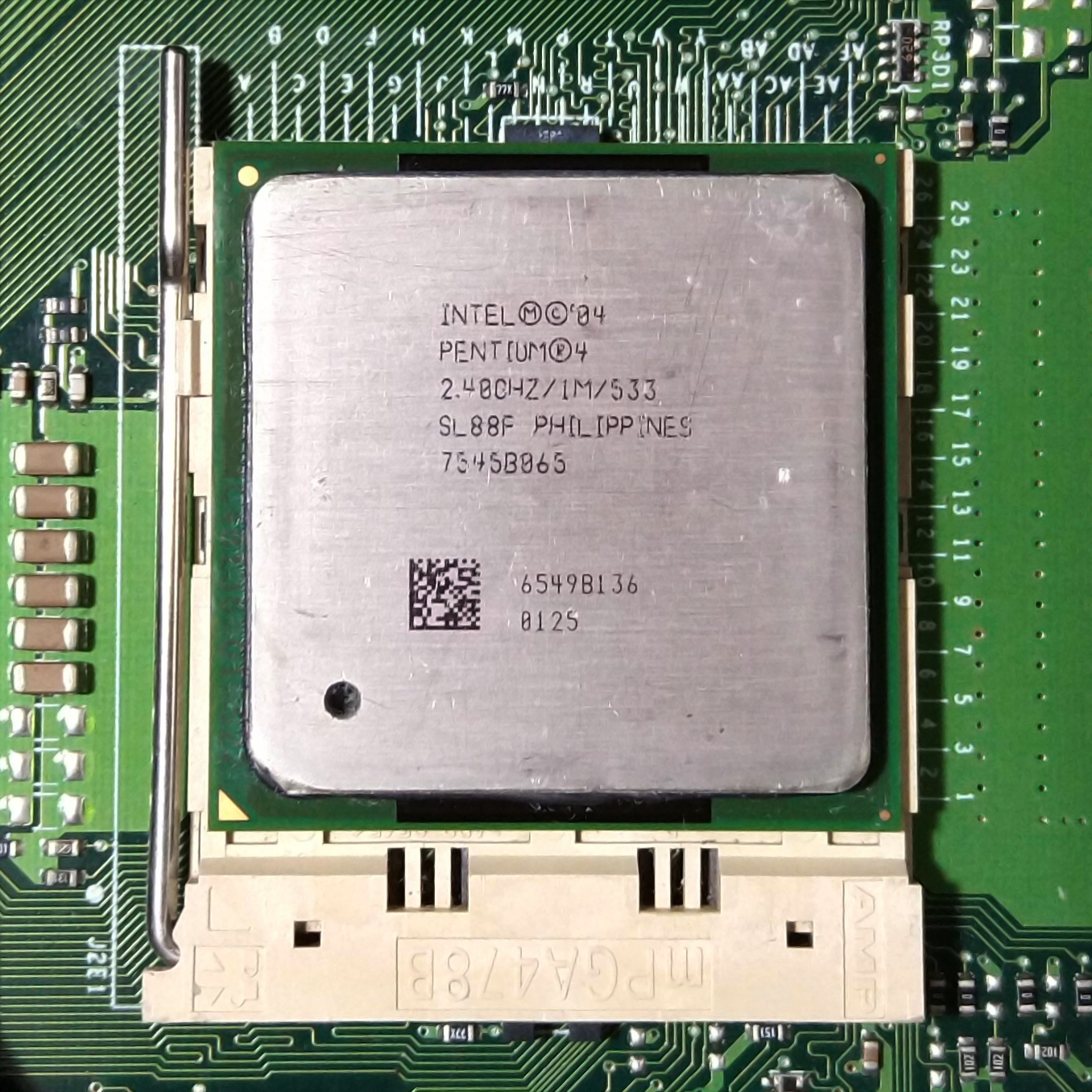
펜티엄 4 프레스캇 2.4 GHz (소켓 478)

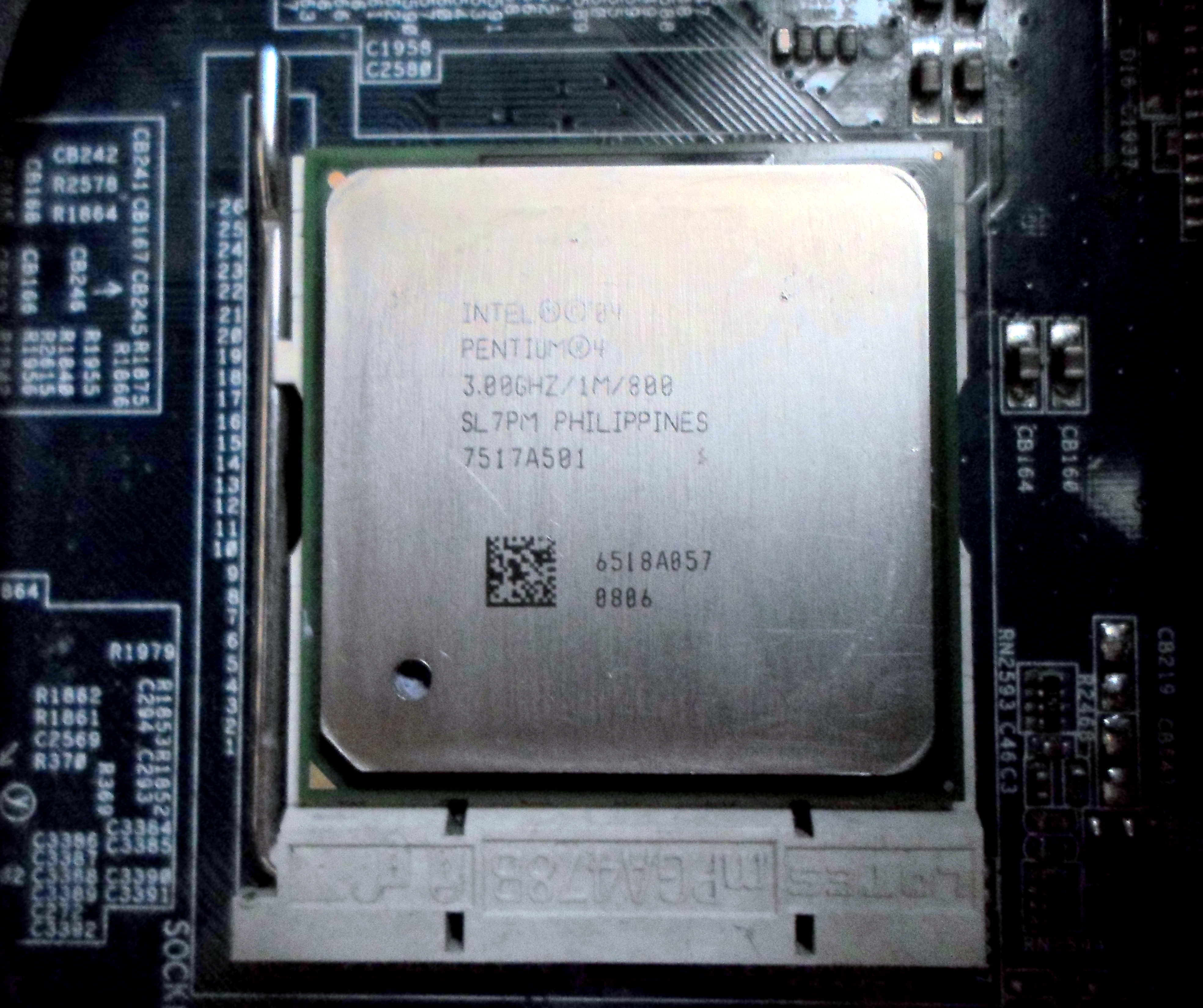
펜티엄 4 HT 프레스캇 3.0 GHz (소켓 478)

펜티엄 4 출시 당시 인텔은 넷버스트 기반 프로세서가 여러 제조 공정 세대를 거쳐 10 GHz까지 확장될 것으로 예상했다. 그러나 넷버스트 마이크로아키텍처를 사용하는 프로세서의 클럭 속도는 최대 3.8 GHz에 도달했다. 인텔은 다이가 90 nm 리소그래피 이하에 도달하면서 발생하기 시작한 트랜지스터 전력 누전의 빠른 상향 확장을 예상하지 못했다. 이 새로운 전력 누전 현상은 표준 열 출력과 함께 클럭 속도가 증가함에 따라 냉각 및 클럭 스케일링 문제를 야기했다. 이러한 예상치 못한 장애물에 대응하여 인텔은 여러 코어 재설계 (가장 주목할 만한 것은 프레스캇)를 시도하고, 다중 코어 사용, FSB 속도 증가, 캐시 크기 증가, 더 높은 클럭 속도와 함께 더 긴 명령어 파이프라인 사용과 같은 새로운 제조 기술을 탐색했다.
코드 캐시는 디코딩된 마이크로 연산을 포함하는 트레이스 캐시로 대체되었고, 명령어 디코딩 병목 현상을 제거하여 설계가 RISC 기술을 사용할 수 있는 이점을 제공했다.(p. 48) 이로 인해 캐시가 더 많은 칩 공간을 차지하고 전력을 소비하는 단점이 있었다.
이러한 해결책은 실패했고, 2003년부터 2005년까지 인텔은 넷버스트 개발을 펜티엄 M 마이크로아키텍처에 집중하기 위해 전환했다. 2006년 1월 5일, 인텔은 에너지 효율성과 클럭당 성능에 더 중점을 둔 코어 프로세서를 출시했다. 최종 넷버스트 파생 제품은 2007년에 출시되었으며, 이후 모든 제품군은 코어 마이크로아키텍처로 독점적으로 전환되었다.

### 테스트 및 검증
밥 벤틀리(Bob Bentley)의 말에 따르면, 38회 연례 디자인 자동화 컨퍼런스에서 인텔을 대표하여 발표하면서, "펜티엄 4 프로세서의 마이크로아키텍처는 이전의 어떤 IA-32 마이크로프로세서보다 훨씬 더 복잡하므로, 적시에 설계의 논리적 정확성을 검증하는 것은 정말 어려운 과제였습니다." 그는 테스트 및 검증을 돕기 위해 60명의 최근 졸업생 팀을 고용했다.

## 프로세서 코어
| 데스크톱                              | 데스크톱                    | 데스크톱                                     | 랩톱                | 랩톱          | 랩톱                  |
| 코드명                                | 노드                        | 출시일                                       | 코드명              | 노드          | 출시일                |
| ------------------------------------- | --------------------------- | -------------------------------------------- | ------------------- | ------------- | --------------------- |
| 윌라멧 노스우드 프레스캇              | 180 nm 130 nm 090 nm        | 2000년 11월 2002년 1월 2004년 3월            | 노스우드            | 130 nm        | 2003년 6월            |
|                                       |                             |                                              | 노스우드 펜티엄 4-M | 130 nm        | 2002년 3월            |
| 하이퍼스레딩 (HT)                     |                             |                                              |                     |               |                       |
| 노스우드 프레스캇 프레스캇 2M 시더 밀 | 130 nm 090 nm 090 nm 065 nm | 2002년 11월 2004년 2월 2005년 2월 2006년 1월 | 노스우드 프레스캇   | 130 nm 090 nm | 2003년 9월 2004년 6월 |
| 갈라틴 XE 프레스캇 2M XE              | 130 nm 090 nm               | 2003년 9월 2005년 2월                        |                     |               |                       |
| 인텔 펜티엄 4 프로세서 목록           |                             |                                              |                     |               |                       |

펜티엄 4 프로세서에는 냉각 솔루션을 장착하고 해제할 때 다이가 우발적으로 손상되는 것을 방지하는 통합 히트 스프레더 (IHS)가 있다. IHS 이전에는 코어 손상을 우려하는 사람들이 때때로 CPU 심을 사용했다. 오버클러커들은 때때로 소켓 423 및 소켓 478 칩에서 IHS를 제거하여 더 직접적인 열 전달을 허용했다. 소켓 478 프레스캇 프로세서와 LGA 775 (소켓 T) 인터페이스를 사용하는 프로세서에서는 IHS가 다이에 직접 납땜되어 제거하기 어렵다.

### 윌라멧

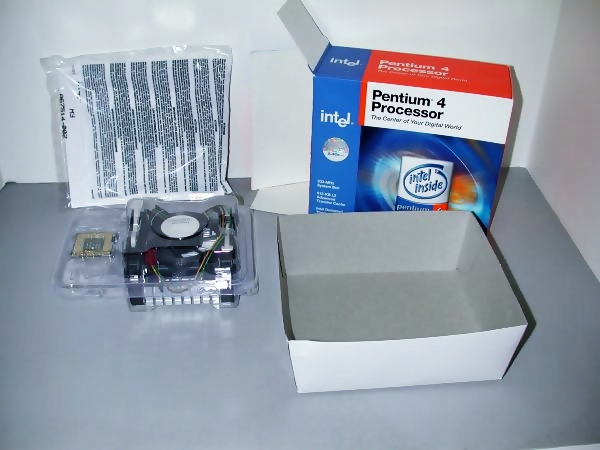
펜티엄 4 윌라멧 1.5 GHz 박스

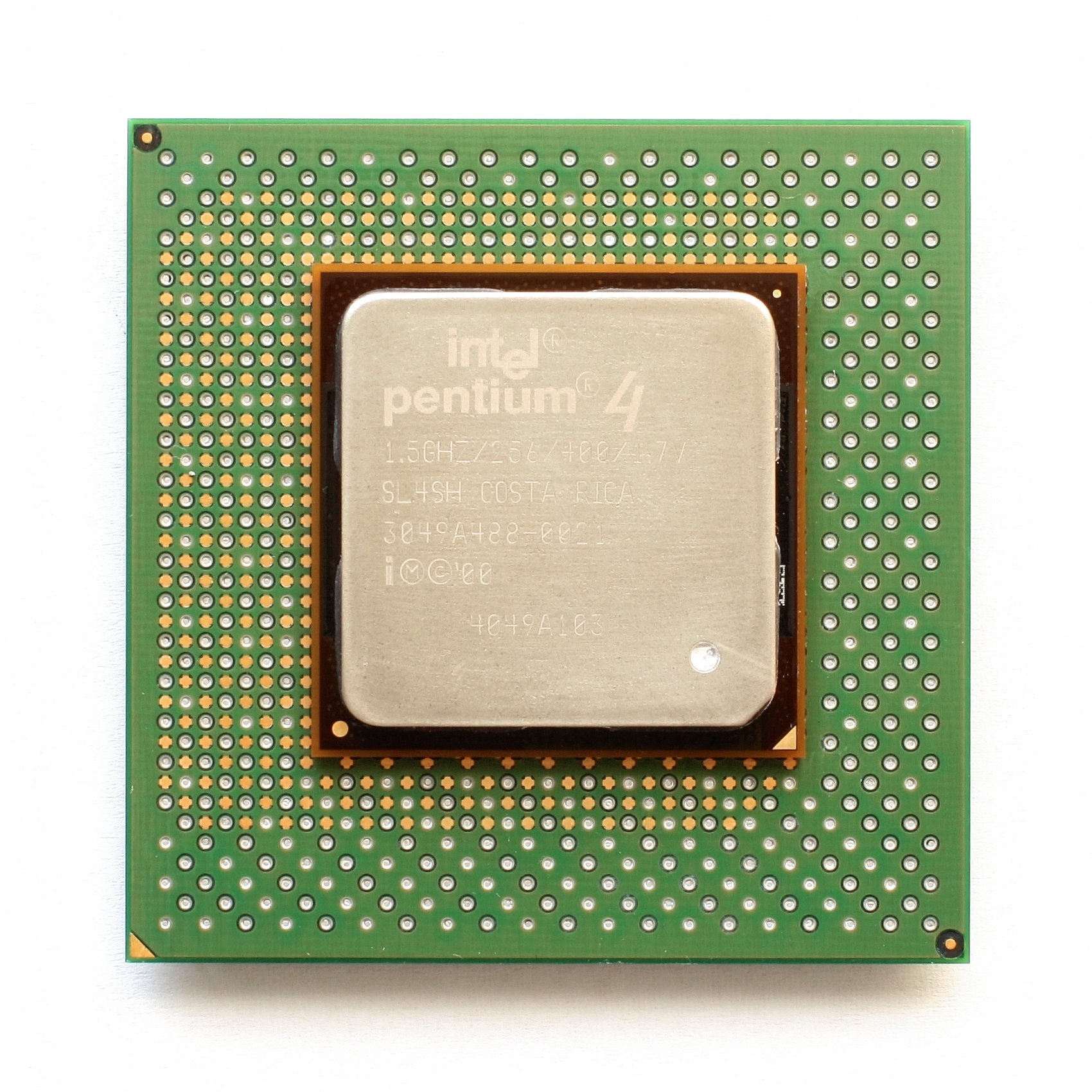
펜티엄 4 윌라멧 1.5 GHz (소켓 423용)

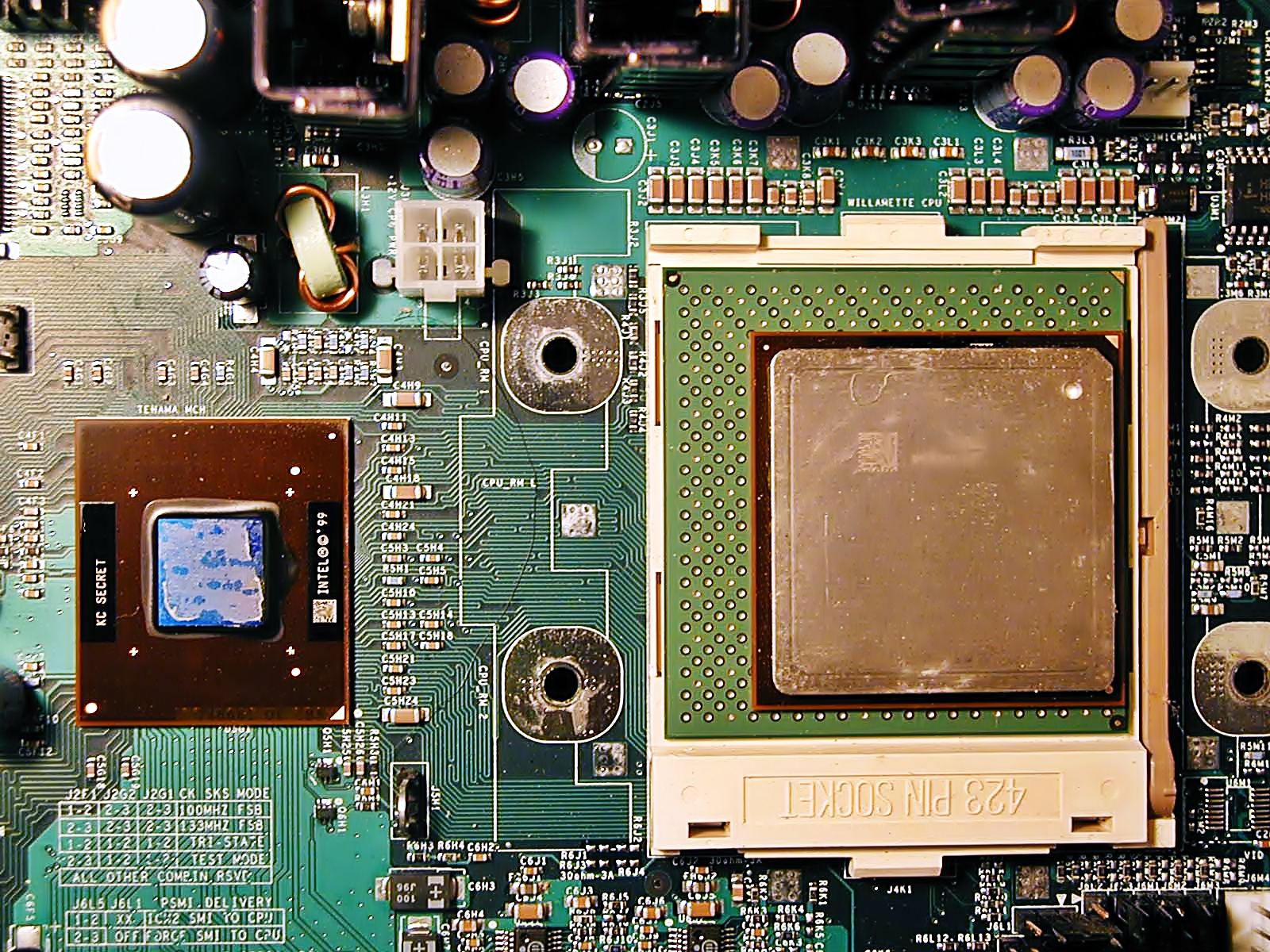
인텔 850 칩셋이 장착된 펜티엄 4 1.5 GHz (윌라멧)

넷버스트 마이크로아키텍처 구현의 첫 번째 프로젝트 코드명인 윌라멧은 설계 과정 완료에 오랜 지연을 겪었다. 프로젝트는 인텔이 펜티엄 II를 영구적인 라인업으로 간주했던 1998년에 시작되었다. 당시 윌라멧 코어는 최대 약 1 GHz의 주파수에서 작동할 것으로 예상되었다. 그러나 윌라멧이 아직 완성되는 동안 펜티엄 III가 출시되었다. P6와 넷버스트 마이크로아키텍처 간의 근본적인 차이 때문에 인텔은 윌라멧을 펜티엄 III로 판매할 수 없었고, 펜티엄 4로 판매되었다.
2000년 11월 20일, 인텔은 윌라멧 기반 펜티엄 4를 1.4 GHz 및 1.5 GHz 클럭으로 출시했다. 대부분의 업계 전문가들은 초기 출시를 진정으로 준비되기 전에 도입된 임시 제품으로 간주했다. 이 전문가들에 따르면, 펜티엄 4는 경쟁사인 썬더버드 기반 AMD 애슬론이 노후화된 펜티엄 III를 능가하고 있었고, 펜티엄 III에 대한 추가 개선이 아직 불가능했기 때문에 출시되었다. 이 펜티엄 4는 180 nm 공정으로 생산되었으며, 처음에는 소켓 423 (소켓 W, "윌라멧"용)을 사용했으며, 이후 개정판에서는 소켓 478 (소켓 N, "노스우드"용)으로 이동했다. 이 변형은 인텔 제품 코드 80528과 80531로 각각 식별되었다.
테스트 결과, 윌라멧은 모든 테스트 상황에서 애슬론과 가장 높은 클럭의 펜티엄 III를 능가하지 못했을 뿐만 아니라, 보급형 시장의 AMD 듀론보다도 우월하지 못했다는 점에서 분석가들에게 다소 실망스러웠다. OEM PC 제조업체에 대한 1000개 수량당 644달러(1.4 GHz)와 819달러(1.5 GHz)의 가격으로 출시되었지만 (소비자 시장 모델의 가격은 소매점에 따라 다름), 비교적 빠르지만 비싼 Rambus Dynamic RAM (RDRAM) 요구 사항으로 인해 판매는 적당했지만 괜찮은 수준이었다. 펜티엄 III는 인텔의 베스트셀러 프로세서 라인으로 남아 있었고, 애슬론 역시 펜티엄 4보다 약간 더 잘 팔렸다. 인텔은 각 박스형 펜티엄 4에 두 개의 RDRAM 모듈을 번들로 제공했지만, 이는 펜티엄 4 판매를 촉진하지 못했고 많은 사람들에게 진정한 해결책으로 간주되지 않았다.
2001년 1월, 더 느린 1.3 GHz 모델이 추가되었지만, 이후 12개월 동안 인텔은 AMD의 성능 리더십을 점차 줄여나가기 시작했다. 2001년 4월, 1.7 GHz 펜티엄 4가 출시되었는데, 이는 기존 펜티엄 III보다 확연히 우수한 성능을 제공하는 첫 모델이었다. 7월에는 1.6 GHz 및 1.8 GHz 모델이 출시되었고, 2001년 8월에는 인텔이 1.9 GHz 및 2 GHz 펜티엄 4를 출시했다. 같은 달, 인텔은 RDRAM 대신 훨씬 저렴한 PC133 SDRAM을 지원하는 845 칩셋을 출시했다. SDRAM이 훨씬 저렴했다는 사실은 펜티엄 4의 판매를 크게 성장시켰다. 새로운 칩셋은 펜티엄 4가 펜티엄 III를 빠르게 대체하여 시장에서 가장 많이 팔리는 주류 프로세서가 되도록 허용했다.
윌라멧 코드명은 인텔의 많은 제조 시설이 위치한 오레곤주의 윌라멧 밸리 지역에서 유래했다.

### 노스우드

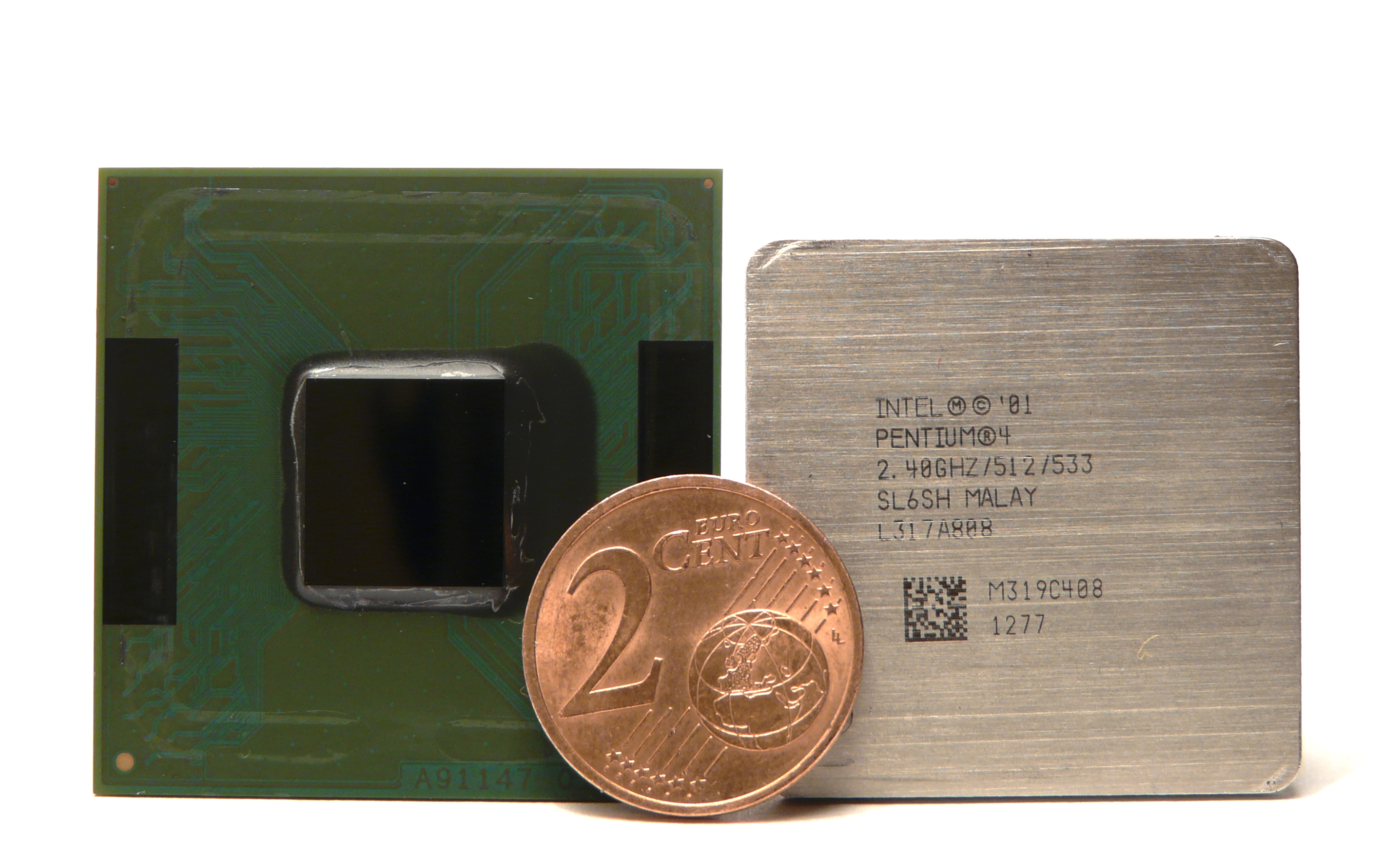
'노스우드' 코어 펜티엄 4 프로세서. 왼쪽은 다이 (중앙의 검은 사각형)이고, 오른쪽은 히트 스프레더이다.

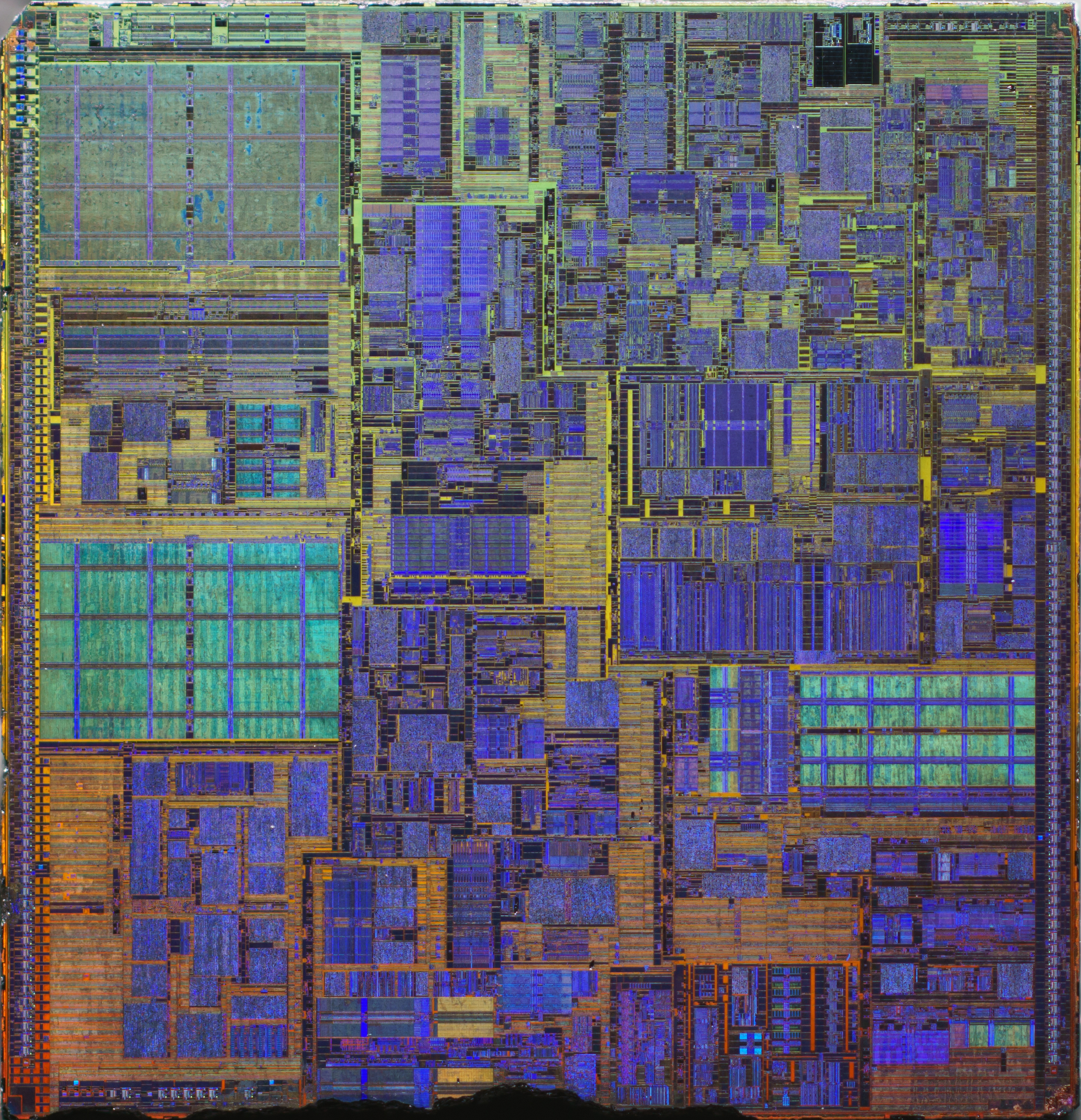
노스우드 펜티엄 4의 다이 쇼트

2002년 1월, 인텔은 1.6 GHz, 1.8 GHz, 2 GHz, 2.2 GHz의 속도로 새로운 '노스우드'라는 코드명의 코어를 가진 펜티엄 4를 출시했다. 노스우드(제품 코드 80532)는 L2 캐시 크기를 256 KB에서 512 KB로 늘리고(트랜지스터 수는 4200만 개에서 5500만 개로 증가) 새로운 130 nm 제조 공정으로 전환했다. 더 작은 트랜지스터로 프로세서를 만들면 더 높은 클럭 속도에서 실행되고 열을 덜 발생시킬 수 있다. 같은 달에 845 칩셋을 사용하는 보드가 DDR SDRAM 지원을 활성화하여 PC133 SDRAM의 두 배 대역폭을 제공하고 펜티엄 4에서 최대 성능을 위한 Rambus RDRAM 사용과 관련된 높은 비용을 완화했다.
2002년 4월 2일 2.4 GHz 펜티엄 4가 출시되었고, 2.26 GHz, 2.4 GHz, 2.53 GHz 모델의 버스 속도는 5월에 400 MT/s에서 533 MT/s (133 MHz 물리적 클럭)로, 8월에 2.66 GHz 및 2.8 GHz 모델로, 11월에 3.06 GHz 모델로 증가했다. 노스우드와 함께 펜티엄 4는 전성기를 맞이했다. 성능 선두를 위한 경쟁은 치열했지만 (AMD는 더 빠른 버전의 애슬론 XP를 도입했음), 대부분의 관찰자들은 가장 빠른 클럭의 노스우드 기반 펜티엄 4가 일반적으로 경쟁사보다 앞섰다는 데 동의했다. 특히 2002년 중반에 AMD의 130 nm 생산 공정으로의 전환이 초기 "Thoroughbred A" 리비전 애슬론 XP CPU가 2.4~2.8 GHz 범위에서 노스우드의 이점을 극복할 만큼 충분히 높은 클럭을 기록하는 데 도움이 되지 않았다.
3.06 GHz 펜티엄 4는 포스터 기반 제온에서 처음 지원되었던 하이퍼스레딩 기술을 활성화했다. 이는 동일한 물리적 프로세서에서 여러 스레드를 동시에 실행할 수 있도록 하여 x86에서 가상 프로세서(또는 가상 코어)의 개념을 시작했다. 두 개의 (이상적으로 다른) 프로그램 명령어를 단일 물리적 프로세서 코어에서 동시에 실행하도록 섞음으로써, 이 단일 명령어가 코어를 통해 개별적으로 실행되기를 기다리는 전통적인 접근 방식에서 사용되지 않았을 프로세서 자원을 최대한 활용하는 것이 목표였다. 이 초기 3.06 GHz 533FSB 펜티엄 4 하이퍼스레딩 지원 프로세서는 펜티엄 4 HT로 알려졌으며 2002년 11월 게이트웨이에 의해 대량 시장에 도입되었다.
2003년 4월 14일, 인텔은 새로운 펜티엄 4 HT 프로세서를 공식 출시했다. 이 프로세서는 800 MT/s FSB (200 MHz 물리 클럭)를 사용하고 3 GHz로 클럭되었으며 하이퍼스레딩 기술을 지원했다. 이는 펜티엄 4가 AMD의 옵테론 프로세서 라인과 더 잘 경쟁하는 데 도움이 되었다. 한편, AMD의 데스크톱 라인에 애슬론 XP 3200+가 출시되면서 AMD는 애슬론 XP의 FSB 속도를 333 MT/s에서 400 MT/s로 높였지만, 새로운 3 GHz 펜티엄 4 HT를 막기에는 역부족이었다.
펜티엄 4 HT의 200 MHz 쿼드 펌프드 버스 (200 x 4 = 800 MHz 유효)로의 증가는 넷버스트 아키텍처가 최적의 성능을 위해 요구하는 대역폭 요구 사항을 충족시키는 데 크게 도움이 되었다. 애슬론 XP 아키텍처는 대역폭에 덜 의존했지만, 인텔이 달성한 대역폭 수치는 애슬론의 EV6 버스에는 너무 높았다. 가설적으로 EV6는 동일한 대역폭 수치를 달성할 수 있었지만, 당시에는 도달할 수 없는 속도에서만 가능했다. 인텔의 더 높은 대역폭은 스트리밍 작업 벤치마크에서 유용하다는 것이 입증되었으며, 인텔 마케팅은 이를 AMD의 데스크톱 프로세서에 대한 실질적인 개선으로 현명하게 활용했다. 노스우드 2.4 GHz, 2.6 GHz 및 2.8 GHz 변형은 2003년 5월 21일에 출시되었다. 3.2 GHz 변형은 2003년 6월 23일에 출시되었고 최종 3.4 GHz 버전은 2004년 2월 2일에 출시되었다.
초기 노스우드 코어의 오버클럭은 놀라운 현상을 낳았다. 코어 전압이 1.7V 이상에 근접하면 종종 오버클럭 헤드룸에서 상당한 추가 이득을 얻을 수 있었지만, 프로세서는 천천히 (몇 달 또는 몇 주에 걸쳐) 시간이 지남에 따라 최대 안정적인 클럭 속도가 저하되면서 불안정해지다가 결국 완전히 사용할 수 없게 되었다. 이는 일렉트로마이그레이션으로 인해 발생한 급성 노스우드 사망 증후군 (SNDS)으로 알려지게 되었다.

#### 펜티엄 4 M
노스우드 코어를 기반으로 하는 모바일 인텔 펜티엄 4 프로세서 - M (펜티엄 4 M으로도 알려짐)은 2002년 4월 23일에 출시되었으며, 인텔의 스피드스텝 및 Deeper Sleep 기술을 포함했다. 대부분의 응용 프로그램에서 TDP는 약 35와트이다. 이러한 낮은 전력 소비는 낮은 코어 전압 및 이전에 언급된 다른 기능들 때문이었다.
데스크톱 펜티엄 4와 달리 펜티엄 4 M은 통합 히트 스프레더 (IHS)가 없었고 더 낮은 전압에서 작동했다. 더 낮은 전압은 더 낮은 전력 소비를 의미하며, 이는 더 적은 열을 발생시킨다. 그러나 인텔 사양에 따르면 펜티엄 4 M은 최대 접합부 온도 정격이 100°C로, 데스크톱 펜티엄 4보다 약 40°C 더 높았다.

#### 모바일 펜티엄 4
모바일 인텔 펜티엄 4 프로세서는 일부 제조업체가 데스크톱 펜티엄 4 프로세서를 랩톱에 넣는 문제를 해결하기 위해 출시되었다. 모바일 펜티엄 4는 데스크톱 펜티엄 4의 진화를 따라 533 MT/s FSB를 사용했다. 이상하게도, 버스 속도를 133 MT/s (33 MHz) 증가시키면 TDP가 크게 증가했는데, 모바일 펜티엄 4 프로세서는 59.8–70 W의 열을 방출했으며, 하이퍼스레딩 변형은 66.1–88 W를 방출했다. 이는 모바일 펜티엄 4가 데스크톱 펜티엄 4 (최대 115 W TDP)와 펜티엄 4 M (최대 35 W TDP) 사이의 격차를 메울 수 있도록 했다.
인텔의 명명 규칙으로 인해 프로세서 출시 당시 프로세서 모델을 식별하기 어려웠다. 펜티엄 III 모바일 칩, 펜티엄 4 M, 모바일 펜티엄 4, 그리고 펜티엄 M이 있었는데, 펜티엄 M은 펜티엄 III를 기반으로 했으며 이전 세 가지보다 훨씬 빠르고 전력 효율적이었다.

### 노스우드 (익스트림 에디션)
2003년 9월, 인텔 개발자 포럼에서 애슬론 64 및 애슬론 64 FX 출시 일주일여 전, 펜티엄 4 익스트림 에디션 (P4EE)이 발표되었다. 디자인은 펜티엄 4와 거의 동일했지만 (동일한 마더보드에서 실행될 정도), 2 MB의 L3 캐시가 추가되었다는 점이 달랐다. 제온 MP와 동일한 갈라틴 코어를 공유했지만, 소켓 478 폼 팩터 (제온 MP는 소켓 603)였고, 제온 MP의 두 배 빠른 800 MT/s 버스를 사용했다.

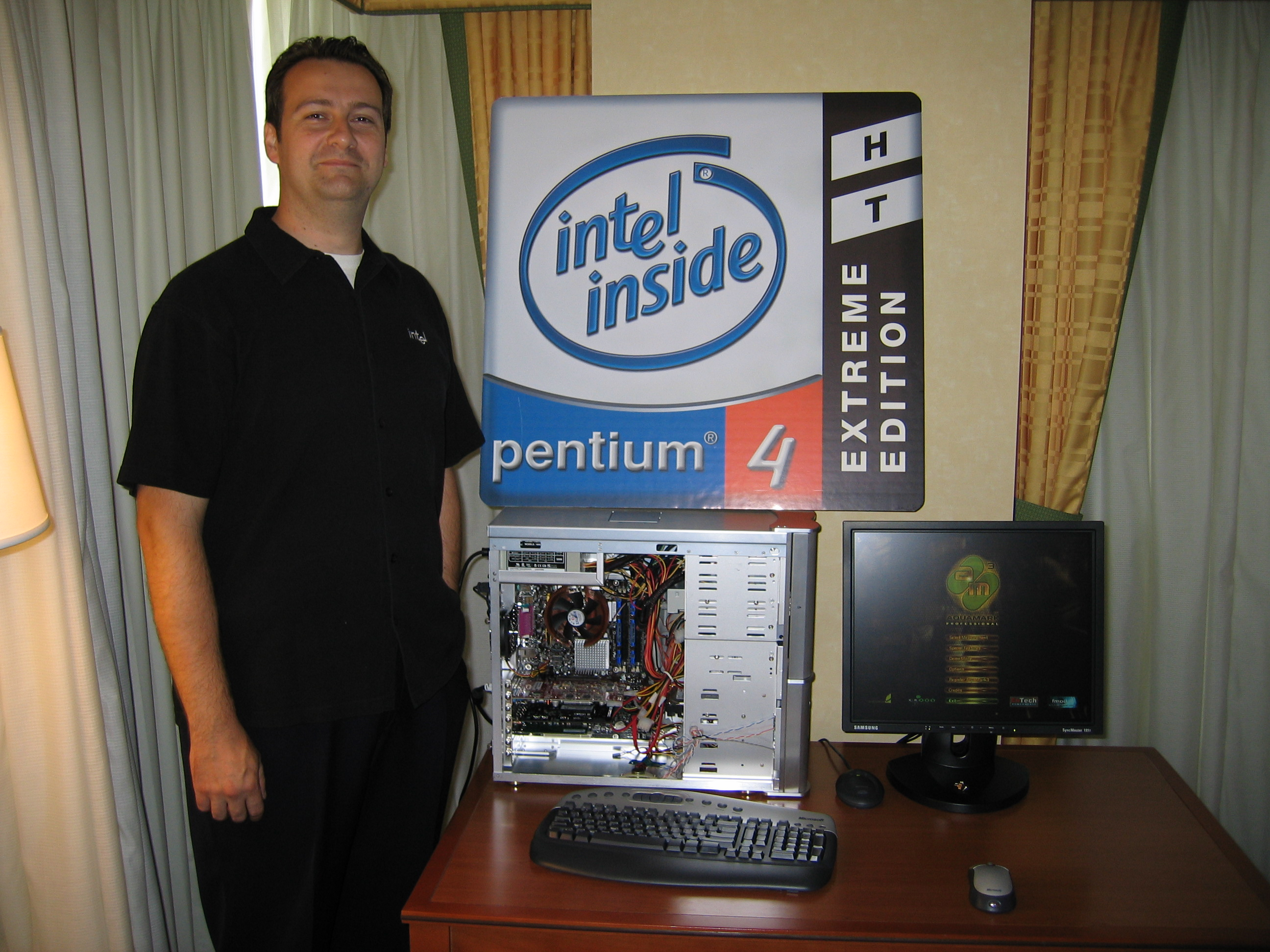
최초의 익스트림 에디션 시연 컴퓨터

인텔은 익스트림 에디션이 게이머를 겨냥했다고 주장했지만, 비평가들은 이를 애슬론 64의 출시 열기를 식히려는 시도로 보았고, "응급 에디션"이라는 별명을 붙였다. 1000달러라는 가격표 때문에 "비싼 에디션" 및 "매우 비싼 에디션"이라고도 불렸다.
추가된 캐시는 대부분의 프로세서 집중 애플리케이션에서 일반적으로 눈에 띄는 성능 향상을 가져왔다. 멀티미디어 인코딩 및 특정 게임에서 가장 큰 이점을 얻었으며, 익스트림 에디션은 펜티엄 4 및 심지어 두 애슬론 64 변형보다 뛰어난 성능을 보였다. 그러나 애슬론 64 (특히 비 FX 버전)의 더 낮은 가격과 더 균형 잡힌 성능으로 인해 일반적으로 더 나은 가치 제안으로 간주되었다. 그럼에도 불구하고 익스트림 에디션은 인텔의 명백한 목표를 달성했는데, 이는 기존 펜티엄 4를 능가하는 새로운 애슬론 64로 인해 AMD가 성능 챔피언이 되는 것을 막는 것이었다.
2004년 1월, 3.4 GHz 버전이 소켓 478용으로 출시되었고, 2004년 여름에는 새로운 소켓 775 (LGA 775)를 사용하는 CPU가 출시되었다. 2004년 후반에는 버스 속도를 800 MT/s에서 1066 MT/s로 높여 3.46 GHz 펜티엄 4 익스트림 에디션이 출시되면서 약간의 성능 향상을 이루었다. 대부분의 측정 기준에서 이는 클럭당 가장 빠른 단일 코어 넷버스트 프로세서였으며, 후속 칩(듀얼 코어 펜티엄 D는 제외) 중 다수를 능가하기도 했다. 이후 펜티엄 4 익스트림 에디션은 프레스캇 코어로 이식되었다. 새로운 3.73 GHz 익스트림 에디션은 6x0-시퀀스 프레스캇 2M과 동일한 기능을 가졌지만, 1066 MT/s 버스를 사용했다. 그러나 실제로는 3.73 GHz 펜티엄 4 익스트림 에디션이 3.46 GHz 펜티엄 4 익스트림 에디션보다 거의 항상 느렸는데, 이는 L3 캐시의 부재와 더 긴 명령어 파이프라인 때문일 가능성이 크다. 3.73 GHz 펜티엄 4 익스트림 에디션이 3.46 GHz 펜티엄 4 익스트림 에디션보다 유일하게 가진 이점은 64비트 응용 프로그램을 실행할 수 있다는 것이었다. 모든 갈라틴 기반 펜티엄 4 익스트림 에디션 프로세서는 인텔 64 (당시 EM64T로 알려짐) 명령어 집합이 없었다.
펜티엄 4 익스트림 에디션은 특히 AMD가 프로세서 성능 경쟁에서 거의 완전한 지배력을 주장하던 시기에 출시되었기 때문에, 특히 잘 팔리는 제품은 아니었지만, 인텔 제품 라인에서 열정적인 사용자 지향 칩이라는 새로운 위치를 확립했다. 이는 인텔 칩이 제공하는 최고 사양과 더 쉬운 오버클럭을 위한 잠금 해제된 배수를 특징으로 한다. 이러한 역할에서 이 칩은 펜티엄 익스트림 에디션 (듀얼 코어 펜티엄 D의 익스트림 버전), 코어 2 익스트림, 코어 i7, 코어 i9으로 계승되었다.
그러나 대중의 믿음과는 달리, 갈라틴 기반의 소켓 478용 펜티엄 4 익스트림 에디션과 같은 펜티엄 4 익스트림 에디션 CPU의 소켓 478 버전은 모두 배수락이 잠겨 있어 프론트 사이드 버스 속도를 늘려야만 오버클럭이 가능하며(이는 신뢰성 및 안정성 문제와 같은 불규칙한 동작의 잠재적 위험을 수반함), 소켓 775/LGA 775 버전의 펜티엄 4 익스트림 에디션, 펜티엄 익스트림 에디션(스미스필드) 및 엔지니어링 샘플 CPU만이 배수락이 해제되어 있다.

### 프레스캇

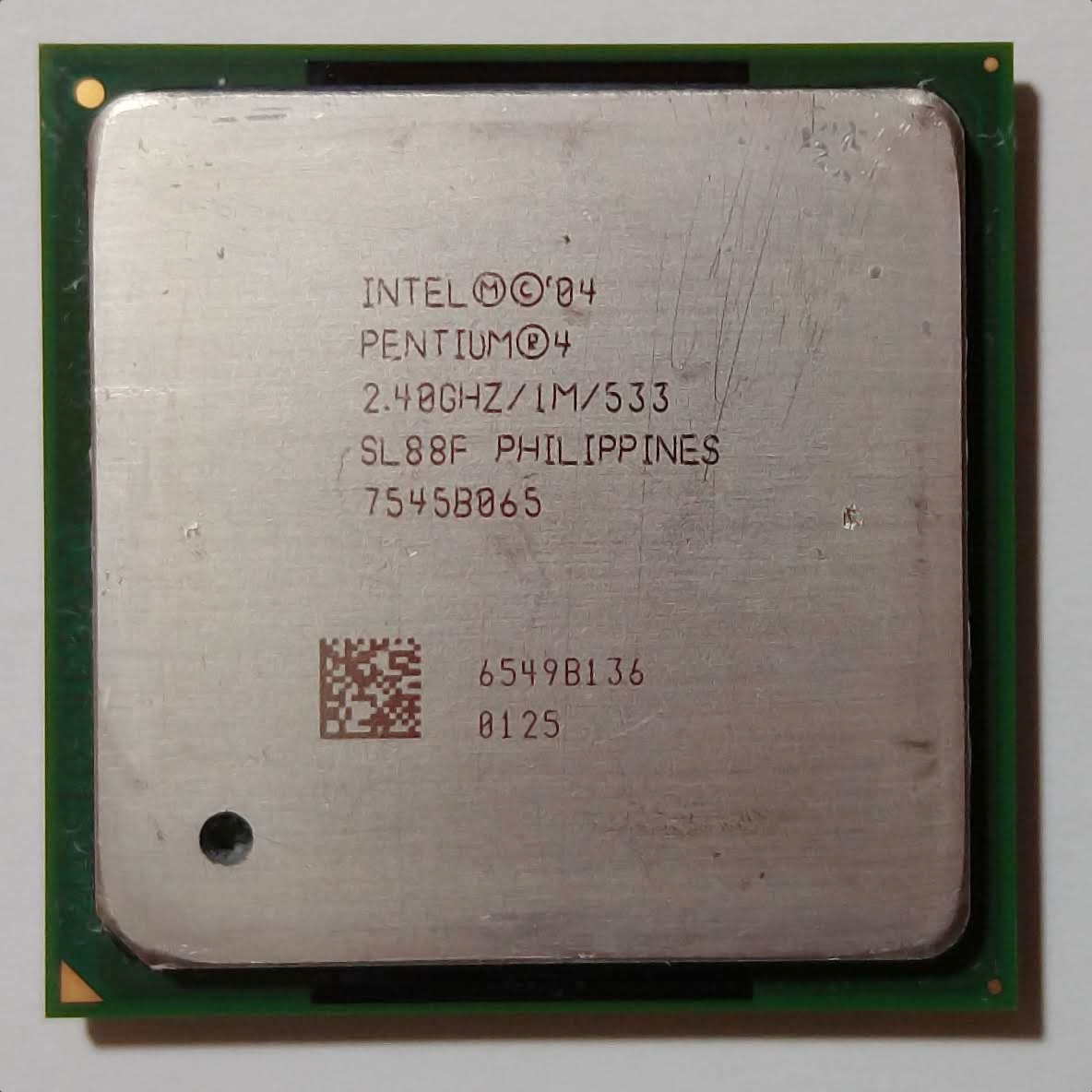
펜티엄 4 2.40A – 프레스캇

인텔 펜티엄 4 640 다이 쇼트

2004년 2월 1일, 인텔은 프레스캇이라는 코드명의 새로운 코어를 도입했다. 이 코어는 처음으로 90 nm 공정을 사용했는데, 한 분석가는 이를 "펜티엄 4 마이크로아키텍처의 대대적인 재작업"이라고 설명했다. 이러한 대대적인 재작업에도 불구하고 성능 향상은 일관되지 않았다. 일부 프로그램은 프레스캇의 두 배 캐시와 SSE3 명령어의 이점을 얻었지만, 다른 프로그램은 더 긴 파이프라인으로 인해 성능이 저하되었다. 프레스캇의 마이크로아키텍처는 약간 더 높은 클럭 속도를 허용했지만, 인텔이 예상했던 만큼 높지는 않았다. 가장 빠르게 대량 생산된 프레스캇 기반 펜티엄 4는 3.8 GHz로 클럭되었다. 노스우드가 윌라멧보다 70% 더 높은 클럭 속도를 달성한 반면, 프레스캇은 노스우드보다 12%만 확장되었다. 프레스캇이 더 높은 클럭 속도를 달성하지 못한 것은 프로세서의 매우 높은 전력 소비와 열 출력 때문이었다. 이로 인해 이 프로세서는 포럼에서 "프레스핫"이라는 별명을 얻었다. 실제로 프레스캇의 전력 및 열 특성은 동일 속도의 노스우드보다 약간 높았고 갈라틴 기반 익스트림 에디션과 거의 같았지만, 이들 프로세서가 이미 열적으로 허용되는 한계 근처에서 작동하고 있었기 때문에 여전히 큰 문제였다.
프레스캇의 출시는 LGA 775 및 BTX 폼 팩터의 출시와도 일치했으며, 이들 또한 비판을 받았다. 테스트 결과 LGA 775용으로 만들어진 특정 펜티엄 4는 소켓 478 패키지의 동일한 칩보다 더 많은 전력을 소비하고 더 많은 열을 발생시키는 것으로 나타났다. 한편 BTX 폼 팩터는 CPU에서 나오는 뜨거운 공기를 그래픽 카드의 히트싱크/팬으로 직접 불어넣는 등 다른 구성 요소와 우려 사항을 희생하면서 프레스캇의 열 출력을 관리하기 위한 목적으로만 설계된 것으로 보였다. 이 모든 것이 프레스캇을 과도하게 뜨거운 칩으로 인식하게 만들었다.
프레스캇 펜티엄 4는 1억 2천 5백만 개의 트랜지스터를 포함하고 있으며 다이 면적은 112 mm2이다. 7단계 구리 인터커넥트가 있는 90 nm 공정으로 제조되었다. 이 공정은 변형 실리콘 트랜지스터와 저유전율 탄소 도핑 실리콘 산화물 (CDO) 유전체와 같은 기능을 가지고 있으며, 이는 유기규소 유리 (OSG)라고도 알려져 있다. 프레스캇은 D1C 개발 팹에서 처음 제조되었고 나중에 F11X 생산 팹으로 옮겨졌다.
원래 인텔은 소켓 478용 프레스캇 라인 두 가지를 출시했다. 800 MT/s FSB와 하이퍼스레딩 지원을 특징으로 하는 E-시리즈와 533 MT/s FSB를 특징으로 하고 하이퍼스레딩이 비활성화된 저가형 A-시리즈이다. LGA 775 프레스캇 CPU는 5xx 시리즈(셀러론 D는 3xx 시리즈, 펜티엄 M은 7xx 시리즈)로 분류되는 등급 시스템을 사용한다. E-시리즈의 LGA 775 버전은 모델 번호 5x0 (520–560)을 사용하고, A-시리즈의 LGA 775 버전은 모델 번호 5x5 및 5x9 (505–519)를 사용한다. 가장 빠른 570J 및 571은 3.8 GHz로 클럭된다. 4 GHz 펜티엄 4를 대량 생산하려는 계획은 인텔이 듀얼 코어 프로세서에 집중하면서 취소되었지만, 일부 유럽 소매점에서는 4 GHz로 클럭된 펜티엄 4 580을 판매한다고 주장했다. E-시리즈 프레스캇과 저가형 517 및 524는 비디오 편집과 같이 멀티스레드 소프트웨어를 사용하는 일부 프로세스의 속도를 높이기 위해 하이퍼스레딩을 통합한다.
프레스캇 마이크로아키텍처는 인텔이 개발한 AMD 기반 X86-64 64비트 확장을 X86 아키텍처에 구현한 인텔 64를 지원하도록 설계되었지만, 초기 모델은 64비트 기능이 비활성화된 채로 출시되었다. 인텔은 소매 채널에 64비트 CPU를 출시할 의도가 없으며, 대신 64비트 지원 F-시리즈를 OEM 전용으로 출시한다고 밝혔다. 그러나 나중에 5x1 시리즈로 일반 대중에게도 제공되었다. 533 MHz FSB 속도를 가진 여러 저가형 인텔 64 지원 프레스캇도 출시되었다.
프레스캇 시리즈의 E0 스테핑은 XD 비트 기능을 도입했다. 이 기술은 AMD에 의해 NX (No eXecute)로 x86 아키텍처에 도입되었으며, 특정 유형의 악성 코드가 버퍼 오버플로를 악용하여 실행되는 것을 방지하는 데 도움이 될 수 있다. XD 비트를 지원하는 모델에는 5x0J 및 5x1 시리즈는 물론 저가형 5x5J 및 5x6이 포함된다.
프레스캇 프로세서는 모든 펜티엄 D 프로세서와 함께 SSE3를 지원하는 첫 번째 프로세서이다.

#### 프레스캇 2M (익스트림 에디션)
인텔은 2005년 1분기까지 6x0 번호가 부여된 새로운 프레스캇 코어를 출시했으며, 코드명은 프레스캇 2M이었다. 때로는 제온 파생 제품인 어윈데일(Irwindale)이라는 이름으로도 알려져 있다. 하이퍼스레딩, 인텔 64, XD 비트, EIST (Enhanced Intel SpeedStep Technology), Thermal Monitor 2 (3.6 GHz 이상 프로세서용), 2 MB L2 캐시를 특징으로 한다. 그러나 AnandTech는 이로 인해 프레스캇보다 17% 더 높은 캐시 지연 시간이 발생했으며, 이는 더 많은 캐시를 요구하는 소비자 대상 프로그램의 부족과 결합되어 추가된 캐시의 이점을 크게 상쇄했음을 발견했다. 의도된 속도 향상이라기보다는, 두 배 크기의 캐시는 32비트 모드에 비해 두 배로 늘어난 워드 크기로 인해 64비트 모드 작업에 동일한 공간과 성능을 제공하기 위한 것이었다.
2005년 11월 14일, 인텔은 VT(가상화 기술, 코드명 Vanderpool)가 활성화된 프레스캇 2M 프로세서를 출시했다. 인텔은 이 프레스캇 2M 범주의 두 가지 모델(662와 672)만 출시했으며, 각각 3.6 GHz와 3.8 GHz로 작동한다.

### 시더 밀

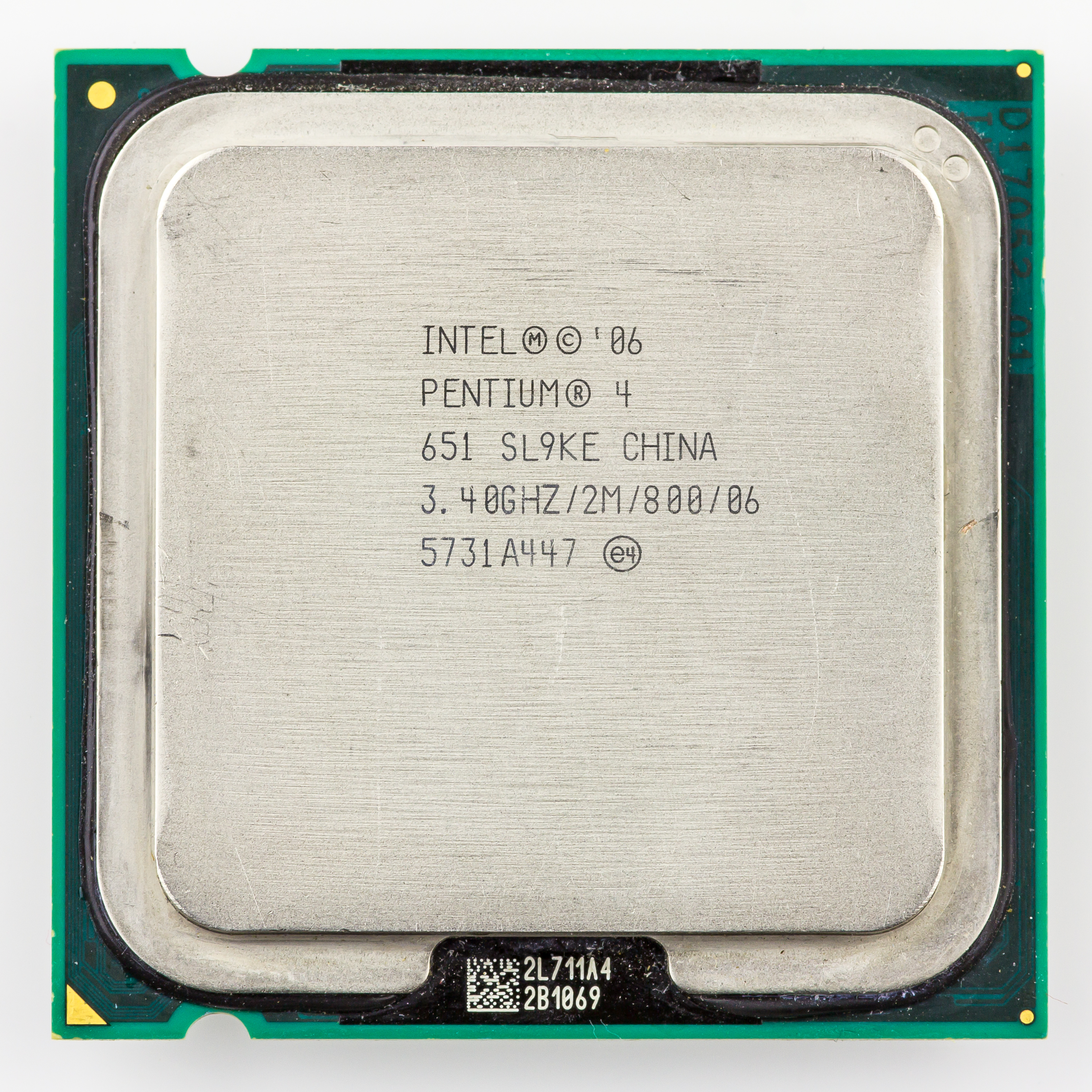
펜티엄 4 HT 651 3.4 GHz

펜티엄 4의 최종 개정판인 시더 밀은 2006년 1월 5일에 출시되었다. 이는 프레스캇 기반 600 시리즈 코어를 65 nm로 다이 축소한 것으로, 실제 기능 추가는 없지만 전력 소비량이 크게 줄었다. 시더 밀은 펜티엄 D 프레슬러 개정판과 밀접하게 연결되어 있으며, 각 프레슬러 CPU는 동일한 칩 패키지에 두 개의 시더 밀 코어로 구성되어 있다. 시더 밀은 프레스캇보다 낮은 열 출력을 가졌으며, TDP는 86 W였다. 2006년 후반의 D0 스테핑에서는 이를 65와트로 줄였다. 65 nm 코어를 가지며 프레스캇과 동일한 31단계 파이프라인, 800 MT/s FSB, 인텔 64, 하이퍼스레딩을 특징으로 하지만, 가상화 기술은 없다. 프레스캇 2M과 마찬가지로 시더 밀도 2 MB L2 캐시를 가지고 있다.
인텔은 처음에 모델 번호 633~663의 VT-x 지원 시더 밀 프로세서 4개를 발표했지만, 이들은 나중에 취소되고 VT-x가 없는 모델 631~661로 대체되었다. 모델 번호에 추가된 1은 동일한 주파수에서 작동하는 90 nm 프레스캇 코어와 구별하기 위한 것이다. 시더 밀 프로세서는 3.0~3.6 GHz의 주파수를 가졌으며, 프레스캇 기반 670 및 672의 최대 3.8 GHz보다 낮았다. 오버클러커들은 액체 질소 냉각을 사용하여 이 프로세서로 8 GHz를 초과하는 데 성공했다.
"시더 밀"이라는 이름은 인텔의 힐즈버러 (오리건주) 시설 근처에 있는 비법인 커뮤니티인 시더 밀 (오리건주)에서 유래했다.

## 후속작
2003년 3월, 펜티엄 4 M(펜티엄 4의 모바일 버전)은 발열 및 전력 소비 문제로 인해 단종되었고, P6 기반 펜티엄 M으로 대체되었다. 펜티엄 M은 2000년대 내내 센트리노 플랫폼 마케팅 브랜드의 일부를 형성한다.
2005년 5월, 인텔은 펜티엄 D와 펜티엄 익스트림 에디션 브랜드로 듀얼 코어 프로세서를 출시했다. 이들은 90 nm 및 65 nm 부품에 대해 각각 스미스필드와 프레슬러라는 코드명을 사용했다.
펜티엄 4의 원래 후속작은 (코드명) 테하스로, 2005년 초중반 출시 예정이었다. 그러나 극도로 높은 TDP (2.8 GHz 테하스는 동일 속도의 노스우드 약 80 W, 프레스캇 약 100 W에 비해 150 W의 열을 방출)로 인해 프레스캇 출시 몇 달 만에 취소되었으며, 듀얼 코어 펜티엄 D, 펜티엄 익스트림 에디션, 시더 밀 기반 펜티엄 4 HT를 제외한 넷버스트 마이크로아키텍처 전체 개발이 중단되었다.
펜티엄 4 브랜드의 실제 후속작은 2006년에 출시된 펜티엄 듀얼 코어 브랜드이다. 이를 구현한 첫 칩(65 nm)은 2007년 1월 요나 모바일 프로세서와 함께 출시되었으며, 강화된 펜티엄 M 아키텍처를 기반으로 한다. 2007년 6월 3일에는 앨런데일 (및 이후 콘로) 데스크톱 프로세서와 함께, 2007년 후반에는 메롬 모바일 프로세서와 함께 출시되었으며, 기본 마이크로아키텍처는 코어 마이크로아키텍처이다.

## 같이 보기
- 셀러론
- 인텔 펜티엄 마이크로프로세서 목록
- 인텔 마이크로프로세서 목록